# De kaligaar
Tom Poes en de kaligaar (in boekuitgaven/spraakgebruik verkort tot De kaligaar) is een verhaal uit de Bommelsaga, geschreven en getekend door Marten Toonder. Het verhaal verscheen voor het eerst op 3 februari 1975 en liep tot 14 april van dat jaar. Het thema is nieuwsmanipulatie.

## Hoorspel
- De kaligaar in het Bommelhoorspel